# L'Allaiton
 (juillet 2017).
L'Allaiton est une marque déposée créée en 2005 par la société d'industrie agroalimentaire Greffeuille Aveyron établie à Rignac dans l'Aveyron. Cette société l'exploite pour identifier commercialement de la viande issue de la filière agneau de l'Aveyron qu'elle achète aux coopératives agricoles du département de l'Aveyron et de quelques communes des départements limitrophes via les SICA Aprovia  et Apiv. La production de trois cents agriculteurs adhérents de ces SICA a été achetée par cette entreprise en 2017. Les agneaux appartiennent principalement à la race Lacaune.

## Gastronomie
La viande de marque L'Allaiton est achetée et cuisinée par « une trentaine de cuisiniers français : parmi eux, des chefs cuisiniers comme Michel Bras et Michel Sarran ».

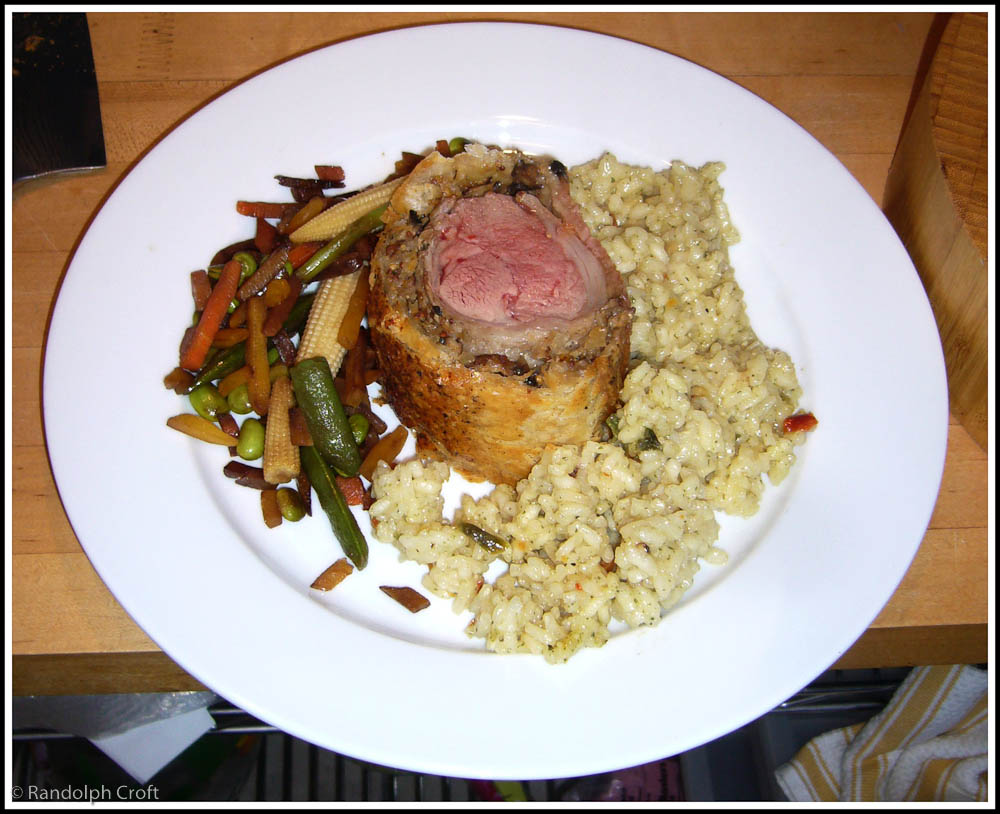
Viande d'agneau de marque L'Allaiton accommodée façon Wellington
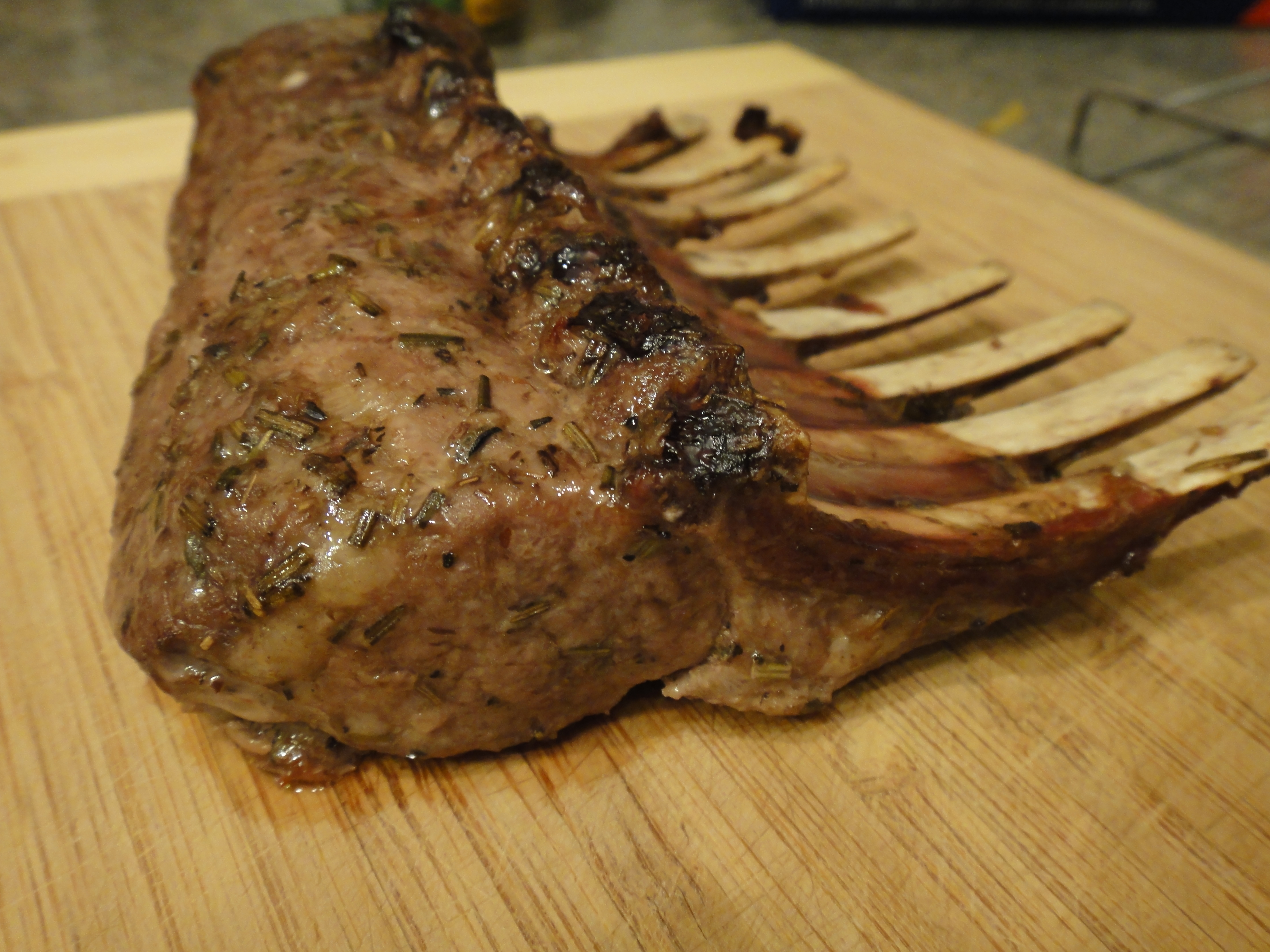
Côtes d'agneau de marque L'Allaiton au romarin
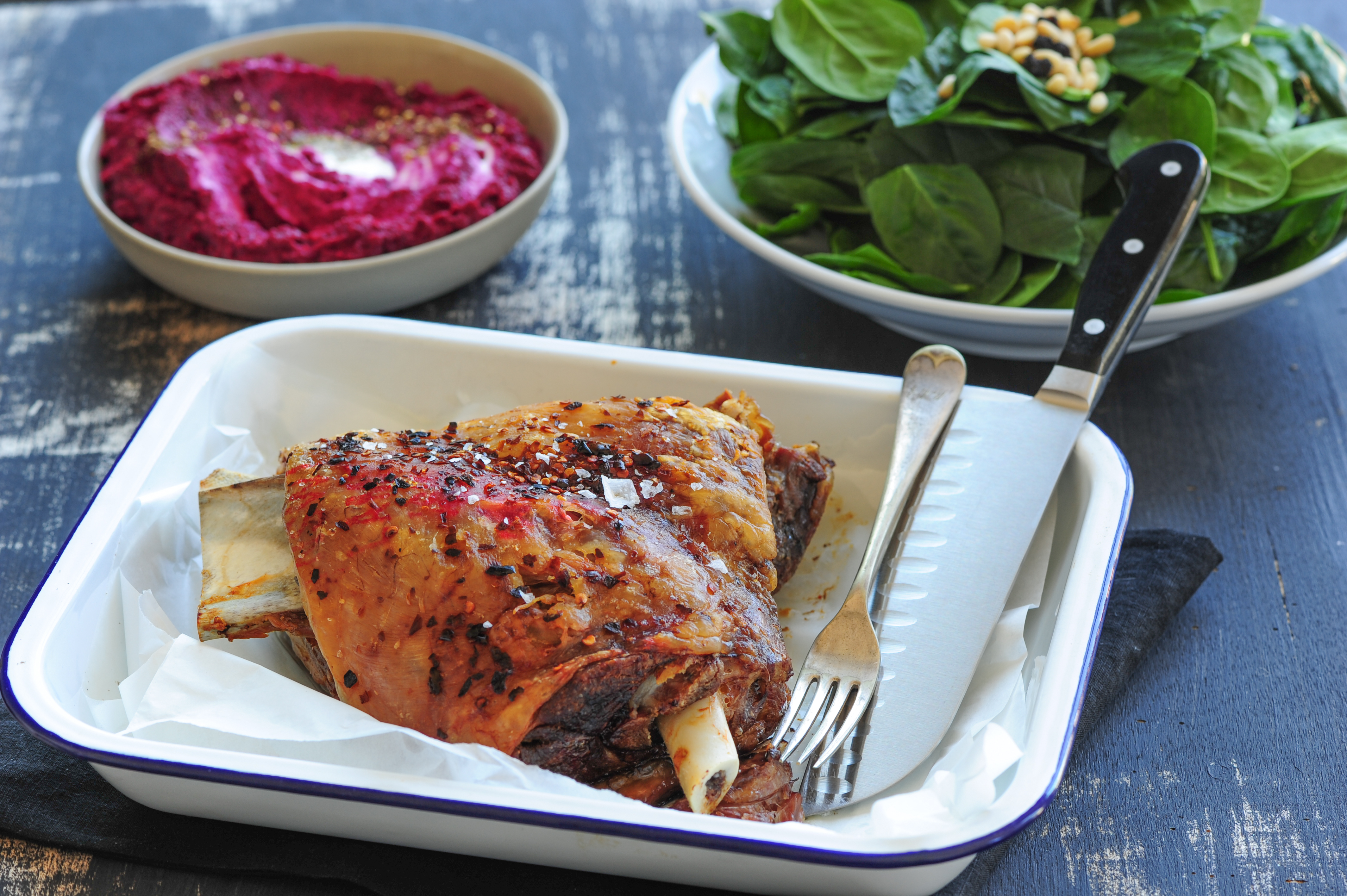
Épaule d'agneau de marque L'Allaiton rôtie